# Pökoot
Pökoot (auch Pokot, Päkot, Pökot und – in älterer Literatur – Suk) ist eine im westlichen Kenia (Westpokot und Baringo-Distrikt) und im östlichen Uganda (Distrikt Karamoja) von der Ethnie der Pokot gesprochene südnilotische Kalendjin-Sprache.
1994 bezifferte das SIL die Zahl der Sprecher auf 264.000, während in der einzigen etwas jüngeren Schätzung (Schladt 1997) von 150.000 Sprechern ausgegangen wird – vermutlich basierend auf Franz Rottland (1982), der die Zahl der Sprecher auf wenig mehr als 115.000 schätzte.
Rund um das Verbreitungsgebiet von Pökoot werden folgende Sprachen gesprochen: nördlich die ostnilotische Sprache Ngakaramojong, nordöstlich die ostnilotische Sprache Turkana, östlich die ostnilotischen Sprachen Maa (einschließlich Chamus) sowie südlich die südnilotischen Kalendjin-Sprachen Tugen und Markweta, die erheblich vom Pökoot beeinflusst sind.